# Politika Njemačke
Njemačka je savezna, parlamentarna i demokratska republika. Vlast je razdijeljena između 16 saveznih pokrajina (Bundesländer) i jedne središnje vlasti. Svaka pokrajina ima svoj pokrajinski parlament (Landtag) i pokrajinsku vladu (Landesregierung).

## Politički sustav
Vlast na saveznoj razini razdijeljena je između Saveznog parlamenta (Bundestag), Saveznog vijeća (Bundesrat), Savezne vlade (Bundesregierung) i saveznog predsjednika (Bundespräsident). 
Zakonodavnu vlast imaju Savezni parlament i Savezno vijeće. Ako se donosi zakon koji ne dira prava pokrajina, onda je potrebno samo da Savezni parlament izglasa zakon. Ako se donosi zakon koji dira prava pokrajina, onda je potrebno da i Savezni parlament i Savezno vijeće izglasaju zakon. Savezni parlament čine zastupnici koji su izabrani na parlamentarnim izborima, a Savezno vijeće čine predstavnici vlada pojedinih pokrajina. Često se spominje tvrdnja da njemački parlament ima dva doma te da su Savezni parlament i Savezno vijeće njegovi domovi. Ta tvrdnja nije točna. Njemački parlament je isključivo Savezni parlament, a Savezno vijeće je posebna institucija koja ipak isto sudjeluje u donošenju nekih zakona. 
Izvršnu vlast ima prvenstveno Savezna vlada na čelu sa saveznim kancelarom. Saveznog kancelara bira Savezni parlament te potvrđuje savezni predsjednik. Činjenica da se poglavar njemačke vlade ne zove "premijer" ili "predsjednik vlade" već "kancelar" vuče korijenje iz složenog načina na koji je 1871. godine nastalo Njemačko Carstvo te nema veze s načinom na koji se bira savezni predsjednik. U grubo rečeno, na čelu vlade njemačkih pokrajina je "premijer", a na čelu Savezne vlade je "kancelar".
Savezni predsjednik ima prvenstveno predstavničke ovlasti. Glavne razlike između njega i predsjednika u Hrvatskoj su činjenice da njemački savezni predsjednik nije vrhovni zapovjednik vojske, da ga ne bira narod već Savezna skupština (Bundesversammlung) te da mora potpisati zakon kako bi on stupio na snagu. Savezni predsjednik može odbiti potpisivanje zakona ako smatra da taj zakon krši temeljna pravna načela i to neovisno o mišljenju Ustavnog suda.

## Političke stranke
Nakon Drugog svjetskog rata su u Zapadnoj Njemačkoj nastale različite kršćanske stranke i udruge često na temelju ostataka predratne katoličke stranke Centar. One su se ujedinile u Kršćansko-demokratsku uniju (Christlich-Demokratische Union, CDU) na području cijele Zapadne Njemačke, osim u Bavarskoj gdje su se ujedinile u Kršćansko-socijalnu uniju u Bavarskoj (Christlich-Soziale Union in Bayern, CSU). Nakon ponovnog ujedinjena Njemačke je CDU počela djelovati i na području bivše Istočne Njemačke, dok CSU i danas djeluje samo u Bavarskoj. Te dvije stranke se nazivaju "sestrinske stranke" koje na nacionalnoj razini uvijek koaliraju, a njihov spoj naziva se CDU/CSU ili Unija (die Union).
Socijaldemokratska stranka Njemačke (Sozialdemokratische Partei Deutschlands, SPD) je stranka osnovana još 1863. godine, a obnovljena nakon Drugog svjetskog rata. Ona zastupa socijaldemokratske ideje.
Slobodna demokratska stranka (Freie Demokratische Partei, FDP) je liberalan stranka osnovana 1948. godine i ona je prisutna u njemačkom parlamentu zajedno s CDU/CSU i SPD od obnove višestranačja. 
Savez '90/Zeleni (Bündnis 90/Die Grünen) ili skraćeno "Zeleni" ili "Zelena stranka" je stranka osnovana 1979. godine spajanjem različitih pacifističkih, ekoloških i feminističkih pokreta te pokreta protiv nuklearne energije i nuklearnog naoružanja. Zastupljena je u njemačkom parlamentu od 1983. godine. Izvorno ime stranke je bilo Zeleni (Die Grünen), međutim stranka se 1993. godine ujedinila sa srodnim pokretima iz bivše Istočne Njemačke te od tada nosi današnje ime Savez '90/Zeleni iako ju se i dalje uglavnom oslovljava sa "Zeleni".
Ljevica (DIE LINKE) ili često "Lijeva stranka" ili "Stranka ljevice" je stranka krajine ljevice. Ona je nastala 2007. godine spajanjem Partije demokratskog socijalizma (Partei des Demokratischen Sozialismus, PDS) i stranke WASG. Stranka PDS je prisutna u njemačkom parlamentu od 1990. godine kada je i osnovana transformacijom Partije socijalističkog jedinstva Njemačke (Sozialistische Einheitspartei Deutschlands, SED). Stranka SED je ona stranka koja je imala totalitarnu vlast nad Istočnom Njemačkom u doba komunizma, a nastala je 1946. godine prisilnim ujedinjenjem istočnonjemačkog dijela tadašnjeg SPD-a i Komunističke partije Njemačke (Kommunistische Partei Deutschlands, KPD).
Alternativa za Njemačku (Alternative für Deutschland, AfD) je njemačka konzervativna i euroskeptična politička stranka osnovana 6. veljače 2013. Stranka se zalaže za prekid suradnje s eurozonom, protivi se euru, imigraciji i istospolnim brakovima.
Savez Sahra Wagenknecht - Razum i Pravda (Bündnis Sahra Wagenknecht – Vernunft und Gerechtigkeit, BSW) je lijeva konzervativna i populistička stranka osnovana početkom 2024. godine odcjepljivanjem od stranke Ljevica. Stranka se zalaže sa socijalnu pravdu. Protivi se imigraciji, zelenoj politici i woke-kulturi.
Slobodni birači (Freie Wähler) je desna, konzervativna stranka. Zastupljena u parlamentima nekih pokrajina.